# 克利爾克里克鎮區 (印地安納州門羅縣)
克利爾克里克鎮區（英語：Clear Creek Township）是位於美國印地安納州門羅縣的一個行政鎮區。

## 地方資料
根據2010年美國人口普查的數據，克利爾克里克鎮區的面積為98.20平方千米，當中陸地面積為80.00平方千米，而水域面積為18.20平方千米。當地共有人口5000人，而人口密度為每平方千米50.92人。